# Weidlinger Pfarrkirche

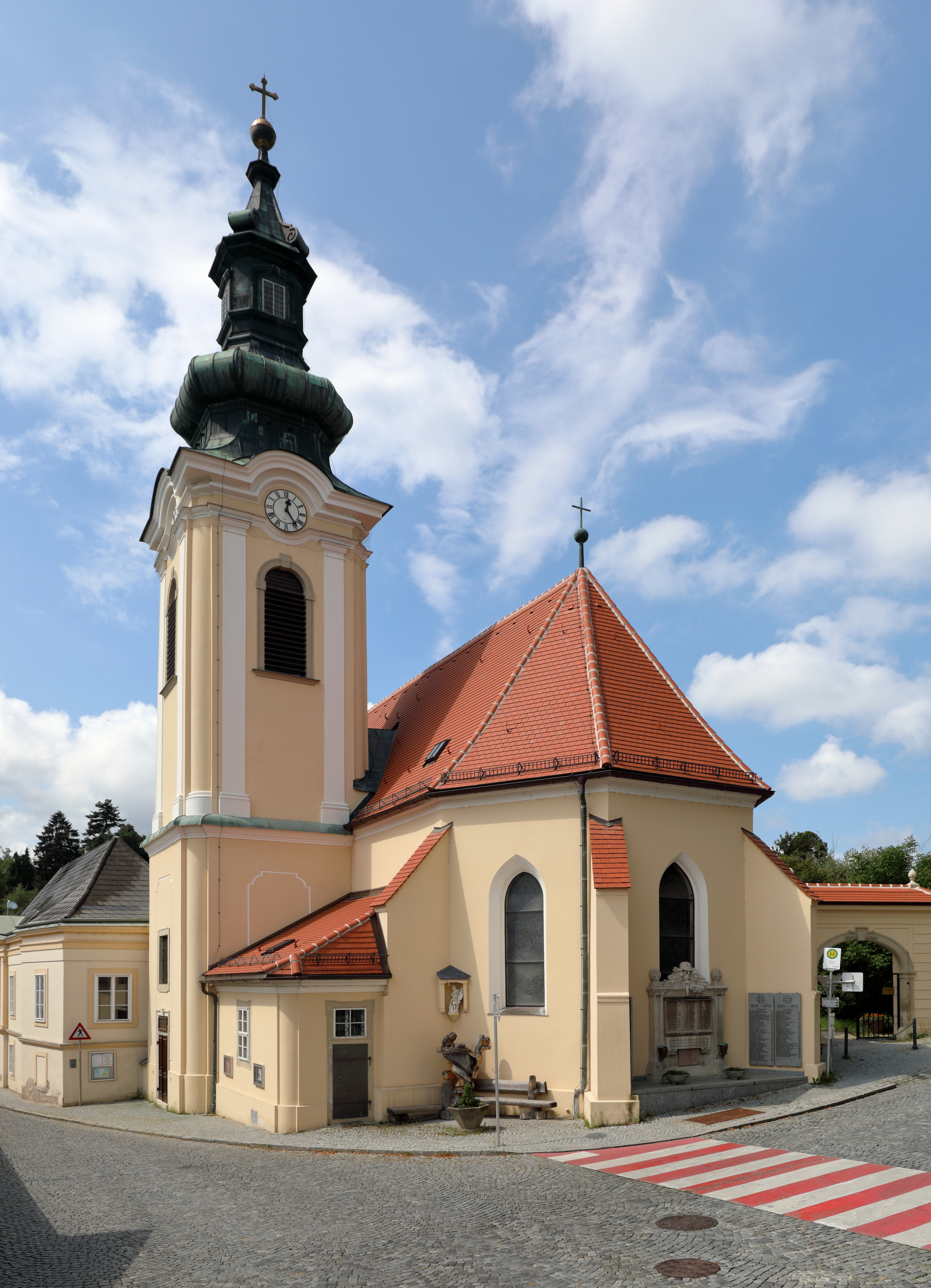
Pfarrkirche hll. Peter und Paul

Die römisch-katholische Weidlinger Pfarrkirche befindet sich im Ortszentrum von Weidling, einer Ortschaft und Katastralgemeinde der niederösterreichischen Stadtgemeinde Klosterneuburg. Sie gehört zum Dekanat Klosterneuburg der Erzdiözese Wien und ist den Heiligen Peter und Paul geweiht.

## Geschichte

Grundriss der Pfarrkirche (stärkere Linien: zweite und dritte Bauphase)

Anfang des 15. Jahrhunderts ließ der Klosterneuburger Bürger Andreas Lohner eine Kapelle in Weidling errichten, die dem hl. Petrus und der hl. Katharina geweiht war – ab 1614 wird der hl. Paulus anstelle der Katharina als zweiter Kirchenpatron erwähnt. Bei der Zweiten Wiener Türkenbelagerung zogen 1683 die Türken über Weidling nach Klosterneuburg und verwüsteten den Ort schwerst. Beim Wiederaufbau der stark zerstörten Kirche wurde sie gleichzeitig im barocken Stil erweitert. Im Rahmen der josefinischen Pfarrregulierung wurde Weidling 1783 zur selbstständigen Pfarre erhoben.

## Beschreibung

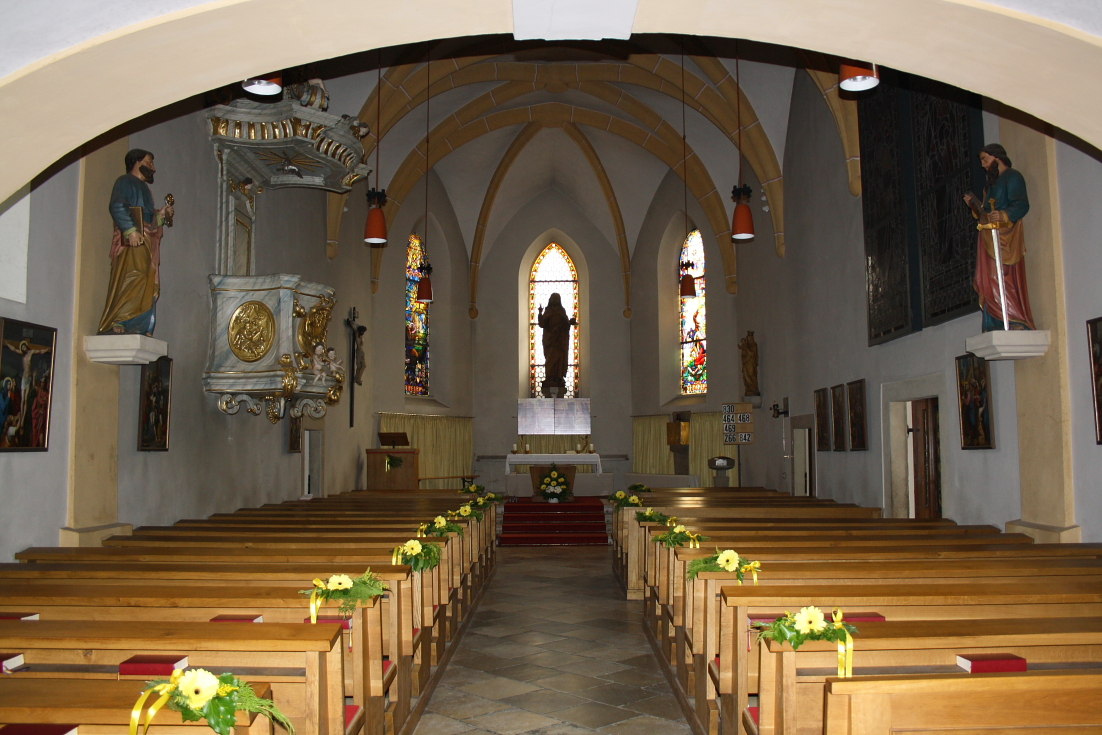
Innenansicht der Pfarrkirche, Richtung Altar vor letzter Renovierung 2012

Der Sakralbau wurde ursprünglich von 1403 bis 1407 als Kapelle mit einem 3-jochigen Langhaus und einer ostseitigen polygonaler Apsis im gotischen Stil errichtet. 1686 erfolgte ein 2-jochiger barocker Anbau im Westen. 1717 wurde eine neue Sakristei südseitig angebaut – die alte nordseitige dient heute als Beichtkapelle – und der baufällige Turm durch einen neuen ersetzt. Der jetzige Glockenturm mit dem Zwiebelhelm wurde 1831 nach den Plänen des Stifts- und Stadtbaumeister Ignaz Decherbauer errichtet.
Der schlichte Altarraum wurde um 1980 neu gestaltet. Die monumentale Holzstatue in der mittleren Fensternische des Presbyterium stellt Christus Salvator von 1498 dar. Die barocke Kanzel – mit Zugang über die ehemalige Sakristei – entstand um 1720. Die Glasfenster sind nach einem Entwurf des Weidlinger Künstlers Amadeus Dier ausgeführt (1956). Die Orgel wurde von der Passauer Orgelbaufirma Eisenbarth errichtet und zu Pfingsten 1999 ihrer Bestimmung übergeben. Die letzte umfangreiche Innenrenovierung erfolgte 2012.